# Пільховиці (гміна)
Гміна Пільховиці (пол. Gmina Pilchowice) — сільська гміна у південній Польщі. Належить до Гливицького повіту Сілезького воєводства.
Станом на 31 грудня 2011 у гміні проживало 11078 осіб.

## Територія
Згідно з даними за 2007 рік площа гміни становила 67,51 км², у тому числі:
- орні землі: 49,00%
- ліси: 41,00%

Таким чином, площа гміни становить 10,18% площі повіту.

## Населення
Станом на 31 грудня 2011:
| Опис     | Загалом | Загалом | Чоловіки | Чоловіки | Жінки | Жінки |
| -------- | ------- | ------- | -------- | -------- | ----- | ----- |
| одиниця  | осіб    | %       | осіб     | %        | осіб  | %     |
| все      | 11078   | 100     | 5410     | 48,84    | 5668  | 51,16 |
| міське   | 0       | 100     | 0        |          | 0     |       |
| сільське | 11078   | 100     | 5410     | 48,84    | 5668  | 51,16 |

## Сусідні гміни
Гміна Пільховіце межує з такими гмінами: Кнурув, Кузня-Рациборська, Сосніцовиці, Червьонка-Лещини.